# Liste des véhicules Irisbus

Logo d'Irisbus.

Les véhicules d'Irisbus font partie du groupe Iveco faisant lui-même partie de la holding CNH Industrial.
Cet article décrit tous les véhicules vendus sous la marque déposée Irisbus de 1999 à 2013. Les véhicules précédents font partie de la marque Iveco, Renault Trucks ou Karosa, et les suivants d'Iveco Bus. Plus aucun Irisbus n'est produit aujourd'hui.

## Autobus
| Modèles                     | Années       | Notes | Images |
| --------------------------- | ------------ | --- | ------ |
| Agora S / L / Line          | 2002 - 2005  | Autobus standard et articulé, allant de deux à quatre portes - Moteur Diesel ou gaz placé à l'arrière. Succède aux Renault PR 112 / PR 118 et R312 - remplacés par les Irisbus Citelis et Crealis. |        |
| CityClass 10 / 12 / 18      | 2002 - 2008  | Midibus, autobus standard et articulé, allant de deux à quatre portes - Moteur Diesel et Fuel-Cell. Fabriqué notamment en Italie et en Espagne, il est commercialisé dans tous les pays où Iveco est présent. Il est l'équivalent de l'Agora en France. Succède à l'Iveco 490 - remplacé par les Citelis et Crealis. |        |
| Citelis 10 / 12 / 18 / Line | 2005 - 2015  | Midibus, autobus standard et articulé, allant de deux à quatre portes - Moteur Diesel, gaz ou hybride placé à l'arrière. Succède aux Agora et CityClass - remplacé par les Iveco Bus Urbanway. |        |
| Crealis 12 / 18             | 2007 - 2015  | Autobus standard et articulé, allant de deux à quatre portes - Moteur Diesel, gaz ou hybride placé à l'arrière. Succède aux Agora et CityClass - remplacé par le Crealis sous la marque Iveco. |        |
| Crealis Neo 12 / 18         | 2008 - 2015  | Autobus standard et articulé de type BHNS, allant de deux à quatre portes - Moteur Diesel, gaz ou hybride placé à l'arrière. |        |
| Daily                       | 1978-présent | Minibus qui a suivi toutes les évolutions et générations du Daily. Bénéficie des carrosserie internes Iveco et de nombreux autres carrossiers indépendants. |        |
| Down Town                   | 1999 - 2002  | Midibus deux portes avec moteur à l'arrière version électrique |        |
| Europolis                   | 2002 - 2010  | Midibus deux portes avec moteur à l'arrière versions diesel, électrique et hybride |        |

## Autocars

### Créés par Irisbus
| Modèles                                           | Années      | Notes | Images |
| ------------------------------------------------- | ----------- | --- | ------ |
| New Récréo 12 / 12.80                             | 2006 - 2013 | Autocar scolaire de deux longueurs - Moteur Diesel placé à l'arrière. Succède à l'Irisbus Récréo (C 655) - remplacés par l'Iveco Bus Crossway Pop.                                                              |        |
| Crossway Pop / Line & HV / Pro 10.60 / 12 / 12.80 | 2007 - 2013 | Autocar scolaire, de ligne interurbaine et régionale de trois longueurs - Moteur Diesel placé à l'arrière. Succède à tous les cars scolaires et de ligne d'Irisbus de 2002 - remplacé par l'Iveco Bus Crossway. |        |
| Crossway LE Line / City 10.60 / 12 / 12.80        | 2007 - 2013 | Autocar de ligne périurbaine et interurbaine courte de troix longueurs - Moteur Diesel placé à l'arrière. Succède à l'Irisbus Agora Moovy - remplacé par l'Iveco Bus Crossway LE.                               |        |
| Arway 10.60 / 12 / 12.80 / 15                     | 2005 - 2013 | Autocar de ligne interurbaine de quatre longueurs - Moteur Diesel placé à l'arrière. Succède au Irisbus Ares, Axer et MyWay - remplacé par l'Iveco Bus Crossway Line.                                           |        |
| Evadys H / HD 12 / 12.80                          | 2005 - 2013 | Autocar de ligne interurbaine et d'excursion de deux longueurs et deux hauteurs - Moteur Diesel placé à l'arrière. Succède l'Irisbus Iliade - remplacé par l'Iveco Bus Evadys.                                  |        |
| New Domino H / HD 12.40                           | 2007 - 2011 | Autocar d'excursion et de tourisme de une longueur et deux hauteurs - Moteur Diesel placé à l'arrière. Succède l'Irisbus Iliade - remplacé par l'Iveco Bus Magelys.                                             |        |
| Magelys HD / HDH / Pro 12.20 / 12.80 / 13.80      | 2007 - 2013 | Autocar de ligne régionale, d'excursion et de tourisme de trois longueur et deux hauteurs - Moteur Diesel placé à l'arrière. Succède l'Irisbus Iliade - remplacé par l'Iveco Bus Magelys.                       |        |
| Midway / Midys                                    | 2004 - 2008 | Autocar de ligne interurbaine de petit gabarit. |        |
| Proway / Proxys                                   | 2005 - 2013 | Autocar d'excursion et de tourisme de petit gabarit. Remplace les Iveco 315 et Iveco Midirider. |        |

### Précédemment Renault
| Modèles                                                  | Années      | Notes | Images |
| -------------------------------------------------------- | ----------- | --- | ------ |
| Ares Liberto / Ligne / Excursion 10.60 / 12 / 12.80 / 15 | 2002 - 2006 | Autocar scolaire, de ligne interurbaine et périurbaine de quatre longueurs - Moteur Diesel placé à l'arrière. Succède au Renault Ares - remplacé par les Irisbus New Récréo, Arway et Evadys. |        |
| Iliade TE / RT / RTC / RTX / GT / GTC / GTX 10.60 / 12   | 2002 - 2006 | Autocar d'excursion et de tourisme de deux longueur et deux hauteurs - Moteur Diesel placé à l'arrière. Succède au Renault Iliade - remplacé par l'Irisbus Magelys.                           |        |

### Précédemment Iveco
| Modèles              | Années      | Notes | Images |
| -------------------- | ----------- | --- | ------ |
| MyWay 12             | 2002 - 2007 | Autocar de ligne interurbaine de une longueur - Moteur Diesel placé à l'arrière. Succède à l'Iveco MyWay - remplacé par l'Irisbus Arway.                                                       |        |
| New Euroclass H / HD | 2002 - 2006 | Autocar de ligne interurbaine, régionale et excursion de deux longueurs - Moteur Diesel placé à l'arrière. Succède à l'Iveco 380 Euroclass - remplacé par l'Irisbus Evadys et le New Domino H. |        |
| Domino 2001          | 2002 - 2007 | Autocar d'excursion et de tourisme de une longueur et deux hauteurs - Moteur Diesel placé à l'arrière. Succède à l'Iveco Domino GTS 391 - remplacé par l'Irisbus New Domino.                   |        |
| Wing                 | 2006 - 2013 | Autocar de petite taille pour de la ligne interurbaine, du TAD et excursion - Moteur Diesel placé à l'avant. Succède à l'Indcar-Iveco Wing - remplacé par l'Iveco Daily.                       |        |

### Précédemment Karosa
| Modèles           | Années      | Notes | Images |
| ----------------- | ----------- | --- | ------ |
| Récréo 12 / 12.80 | 2002 - 2007 | Autocar scolaire de deux longueurs - Moteur Diesel placé à l'arrière. Succède au Renault Récréo (Karosa C 935) - remplacé par l'Irisbus New Récréo.                         |        |
| Axer 12 / 12.80   | 2002 - 2007 | Autocar de ligne interurbaine de deux longueurs - Moteur Diesel placé à l'arrière. Succède indirectement au Karosa C 935 - remplacé par les Irisbus Arway et Crossway Line. |        |

## Trolleybus
Les trolleybus Irisbus, pour la France, sont assemblés dans l'usine Heuliez ; sinon, ils sont construits en République tchèque par IVECO Czech Republic ex-Karosa et équipés par d'autres carrossiers comme Astra Bus en Roumanie.
| Modèles                                           | Années      | Notes | Images |
| ------------------------------------------------- | ----------- | --- | ------ |
| Agora Trolley 12 & 18 Škoda 24Tr & 25Tr Agora     | 2002 - 2005 | Trolleybus urbain de deux longueurs Succède aux Renault ER 100 et PER 180H ainsi qu'au Škoda 21Tr - remplacé par les Irisbus Citelis Trolley et Cristalis. |        |
| Cristalis ETB 12 & ETB 18                         | 2002 - 2011 | Trolleybus urbain de deux longueurs Succède aux Renault ER 100 et PER 180H ainsi qu'à l'Agora Trolley - remplacé par le Citelis Trolley.                   |        |
| Citelis Trolley 12 & 18 Škoda 24Tr & 25Tr Irisbus | 2005 - 2015 | Trolleybus urbain de deux longueurs Succède à l'Agora Trolley - remplacé par l'Iveco Bus Urbanway Astra Town 118 et Škoda 35Tr.                            |        |
| Crealis Neo Trolley 18                            | 2007 - 2014 | Trolleybus urbain de une longueur Succède à l'Agora Trolley et le Cristalis - remplacé par l'Škoda 35Tr.                                                   |        |